# Flagge Vietnams
Die Flagge Vietnams wurde am 30. November 1955 eingeführt.

## Beschreibung und Bedeutung

Aufbau der Nationalflagge

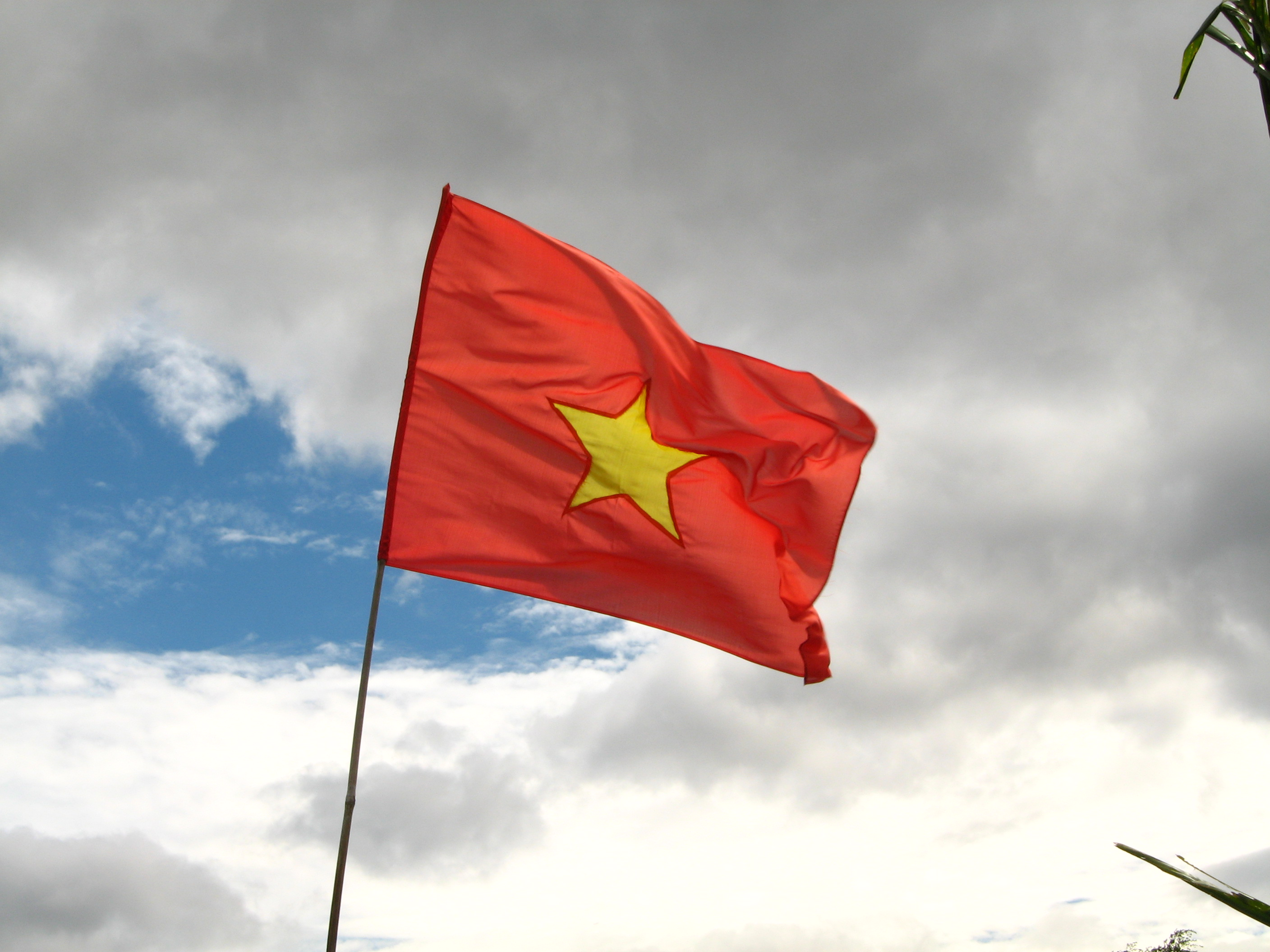
Vietnamesische Nationalflagge

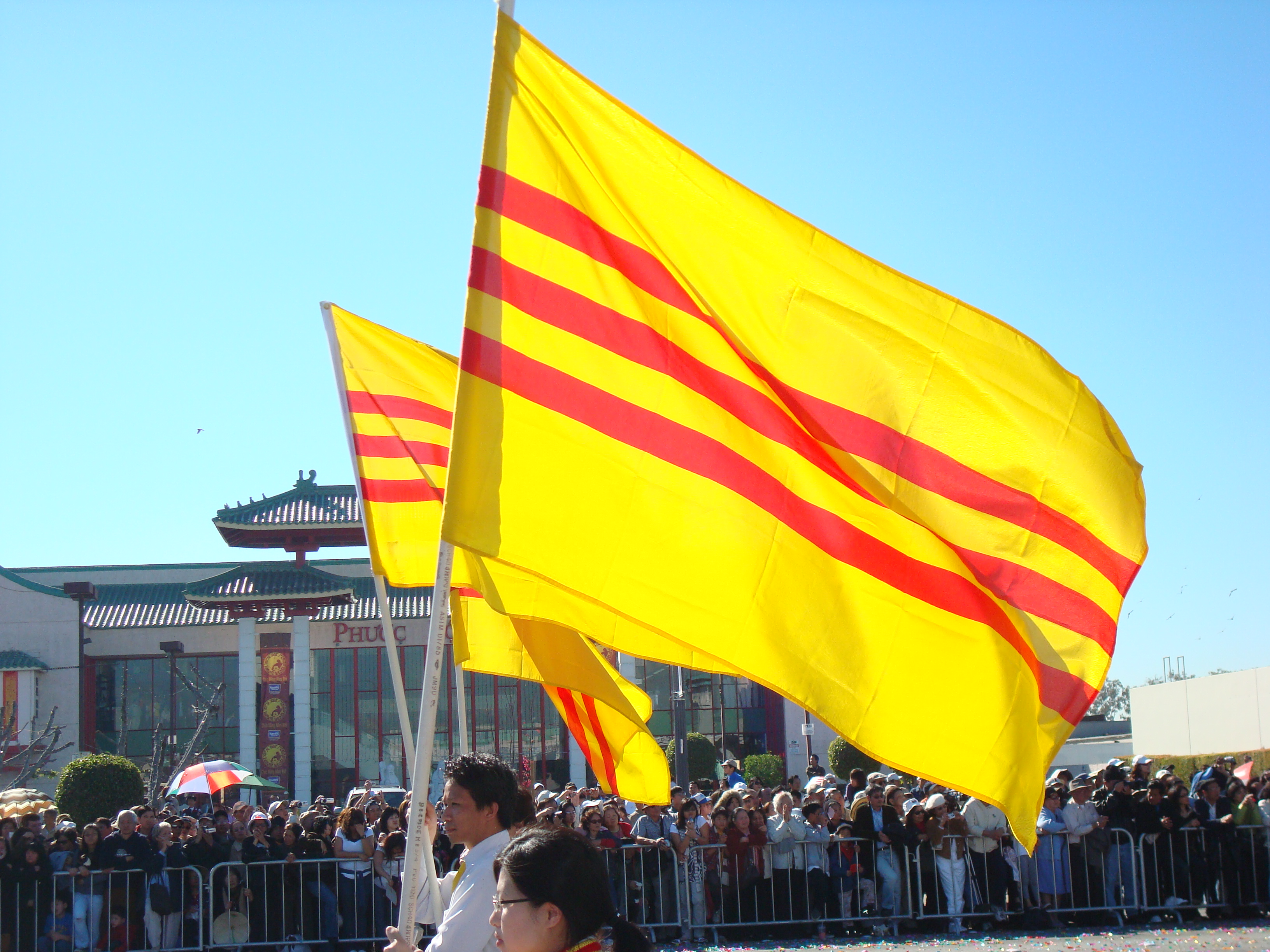
Flagge Südvietnams bis 1975

Die Nationalflagge zeigt einen gelben Stern mit fünf Zacken vor rotem Hintergrund. Das Seitenverhältnis ist 2:3.
Der Stern symbolisiert die Führung der Kommunistischen Partei Vietnams, die Farbe Rot steht für Erfolg und Revolution, die fünf Zacken stehen für Arbeiter, Bauern, Soldaten, Intellektuelle und Geschäftsleute (früher: die Jugend).

## Geschichte
Ursprünglich war die Flagge der Kaiser von Annam gelb. Von 1920 bis 1945 diente als Flagge der herrschenden Nguyễn-Dynastie eine horizontal geteilte Flagge in Gelb-Rot-Gelb.

2:3  Flagge der Nguyễn-Dynastie 1920 bis 1945
3:5  Flagge des Kaiserreichs Vietnam 1945
2:3  Flagge Südvietnams, 1949 bis 1975

Auch die Flagge des Kaiserreichs Vietnam von 1945 ging auf die kaiserlichen Farben zurück, erhielt aber einen dritten unterbrochenen Streifen in der Mitte.
Die rote Flagge mit gelbem Stern wurde erstmals auf einer Versammlung der Kommunistischen Partei Indochinas im November 1940 als Zeichen der kommunistischen Unabhängigkeitsbewegung benutzt. Der eigentliche Schöpfer der Flagge ist nicht bekannt, jedoch sollen es Parteikader aus dem Süden gewesen sein, die den Entwurf vorstellten.
Die 1945 infolge der Augustrevolution gegründete Demokratische Republik Vietnam (Nordvietnam) führte eine der aktuellen Flagge ähnliche Symbolik ein. Auf einem roten Tuch wurde ein gegenüber dem heutigen etwas gedrungenerer gelber Stern im Zentrum gezeigt.
Der 1948 gegründete Staat Südvietnam übernahm von Kaiser Bảo Đại eingeführte Flagge. Die Unterbrechung im dritten Streifen wurde abgeschafft. Diese Flagge wurde von Südvietnam bis zum Ende des Vietnamkrieges benutzt. Sie wurde am 30. April 1975 abgeschafft.
Nach dem Sieg Nordvietnams und der Nationalen Front für die Befreiung Südvietnams (FNL) wurde zwischen dem 30. April 1975 und dem 2. Juli 1976 die Flagge der FNL als Nationalflagge benutzt. Mit der Wiedervereinigung der beiden Landesteile am 2. Juli galt die nordvietnamesische Flagge als Nationalflagge ganz Vietnams.

2:3  Nordvietnam, 1945 bis 1955
2:3  Südvietnam, 1975 bis 1976

Im Jahr 2017 verabschiedeten die Stadträte der amerikanischen Städte San José, Westminster und Milpitas Resolutionen, die das Zeigen der Flagge Vietnams auf öffentlichem Grund verbieten. Die Resolutionen wurden als Ergebnis öffentlicher Lobbyarbeit vietnamesischer Emigranten aus dem ehemaligen Südvietnam in den Vereinigten Staaten verabschiedet.